# Janine
A "Janine" az utolsó kislemeze Bushidonak a Von der Skyline zum Bordstein zurück című albumról.

## Tracklista
1. Janine - (3:57)
2. Janine (Instrumental) - (3:56)
3. Janine (Screwaholic Remix) - (4:03)
4. Janine (Video) - (3:58)

## Története
Magában a számban Bushido egy 14 éves lányról énekel, akit a nevelőapja folyamatosan megerőszakol, és végül teherbeejt. Nem csak arra kényszeríti a lányt, hogy gyerekét a saját anyja házának pincéjében szülje meg, de arra is, hogy ezután azonnal szabaduljon is meg tőle. Janine, bűntudattal terhelve végül egy hídról leugorva befejezi életét.
Bushido a szám dallamát a francia banda, a Dark Sanctuary "Les Memories Blessess" című számából "kölcsönözte", mégpedig engedély nélkül. A banda emellett perelte a rappert összesen 8 számuk engedély nélküli felhasználásuk miatt.
A dal a huszonharmadik helyet szerezte meg a német slágerlistán, az osztrák slágerlistán pedig a harmincötödik helyre jutott.

## Videóklip
Azonban a videóban a cselekmény az idősebb Janine körül forog, aki visszatekint a régebbi időkre, amikor őt megerőszakolták tinédzser korában, teherbeejtették, és utána otthagyta a csecsemőjét egy templomnál. A fájdalmas emlékektől sújtva a napi dolgát végző Janine alkoholba és drogokba fojtja bánatát egy buli-helyzetben; de csak a videó végén kezdett annyira belemerülni szégyenébe, hogy érzelmileg összeomlik egy táncparkett kellős közepén. A videó végén úgy tűnik, hogy Janine fontolgatja az öngyilkosságot hosszasan időzve egy autóút felett.